# Gastrolepis
Gastrolepis är ett släkte av järneksväxter. Gastrolepis ingår i familjen Stemonuraceae.
Kladogram enligt Catalogue of Life:
| Gastrolepis | \| \| Gastrolepis alticola \| \| \| \| \| \| Gastrolepis austrocaledonica \| \| \| \| |
|             | \| \| Gastrolepis alticola \| \| \| \| \| \| Gastrolepis austrocaledonica \| \| \| \| |
|             | Cantleya                                                                              |
|             |                                                                                       |
|             | Codiocarpus                                                                           |
|             |                                                                                       |
|             | Gomphandra                                                                            |
|             |                                                                                       |
|             | Gonocaryum                                                                            |
|             |                                                                                       |
|             | Hartleya                                                                              |
|             |                                                                                       |
|             | Irvingbaileya                                                                         |
|             |                                                                                       |
|             | Lasianthera                                                                           |
|             |                                                                                       |
|             | Medusanthera                                                                          |
|             |                                                                                       |
|             | Merrilliodendron                                                                      |
|             |                                                                                       |
|             | Nothapodytes                                                                          |
|             |                                                                                       |
|             | Pittosporopsis                                                                        |
|             |                                                                                       |
|             | Platea                                                                                |
|             |                                                                                       |
|             | Stemonurus                                                                            |
|             |                                                                                       |
|             | Whitmorea                                                                             |
|             |                                                                                       |
|             | Gastrolepis alticola                                                                  |
|             |                                                                                       |
|             | Gastrolepis austrocaledonica                                                          |
|             |                                                                                       |

|  | Gastrolepis alticola         |
|  |                              |
|  | Gastrolepis austrocaledonica |
|  |                              |